# Miroslav Chovan
Miroslav Chovan [miroslau chovan] (* 7. srpna 1941) byl slovenský fotbalový obránce.

## Hráčská kariéra
V československé lize hrál za ZVL Žilina a Duklu Banská Bystrica, aniž by skóroval. Debutoval v sobotu 13. srpna 1966 v Žilině jako hráč domácích proti pražské Dukle (prohra 0:7), naposled nastoupil v sobotu 14. června 1969 za Banskou Bystrici v zápase se Slavií v Praze (prohra 0:3).

### Prvoligová bilance
| Ročník             | Zápasy | Góly | Minuty | Klub                     |
| ------------------ | ------ | ---- | ------ | ------------------------ |
| I. liga 1966/67    | 1      | 0    | 90     | TJ ZVL Žilina            |
| I. liga 1968/69    | 22     | 0    | 1 825  | AS Dukla Banská Bystrica |
| CELKEM I. ČS. LIGA | 23     | 0    | 1 915  |                          |